# Andreas Zick

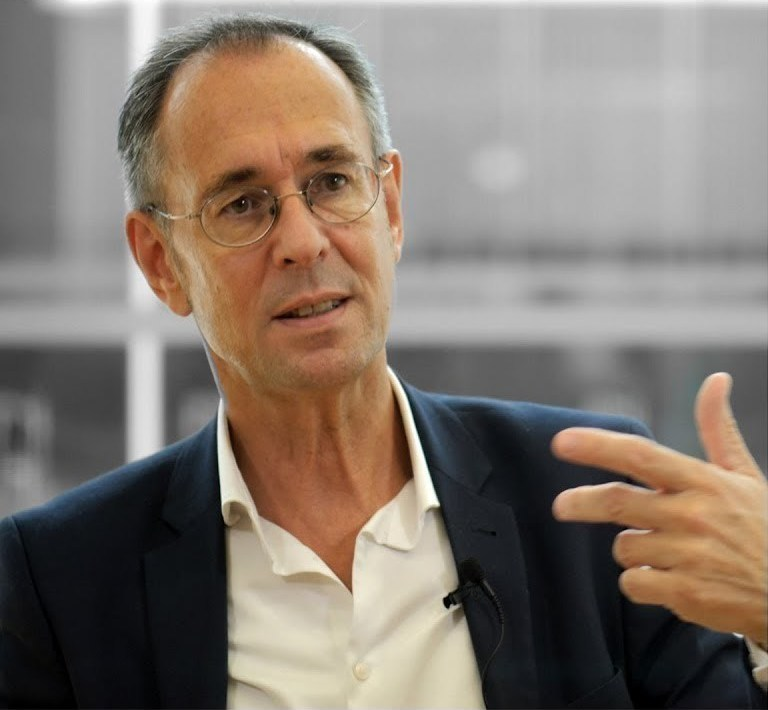
Andreas Zick (2017)

Andreas Zick (* 27. Februar 1962 in Essen) ist ein deutscher Sozialpsychologe. Er ist Professor für Sozialisation und Konfliktforschung und leitet seit April 2013 das Institut für interdisziplinäre Konflikt- und Gewaltforschung (IKG) an der Universität Bielefeld.

## Leben
Zick studierte nach dem Abitur 1984 Psychologie und – nach dem Erwerb von Graecum, Latinum und Hebraicum – evangelische Theologie an der Ruhr-Universität Bochum (Diplom-Psychologe 1988). Von 1990 bis 2003 war er wissenschaftlicher Mitarbeiter bzw. Assistent am Fachbereich Gesellschaftswissenschaften der Bergischen Universität Wuppertal und leitete von 2004 bis 2006 gemeinsam mit Beate Küpper das Drittmittelprojekt „Group‐focused Enmity in Europe“ (GFE-E). 1996 wurde er bei Ulrich Wagner an der Fakultät für Psychologie der Philipps-Universität Marburg mit der Dissertation Vorurteile und Rassismus. Eine sozialpsychologische Analyse zum Dr. rer. nat. promoviert. Die Arbeit entstand im Rahmen eines durch James S. Jackson betreuten und international angelegten Forschungsprojektes am Institute for Social Research der University of Michigan in Ann Arbor (USA) über die Ausgrenzung ethnischer Minderheiten in Europa.
2006/07 vertrat er die Professur für Sozialpsychologie an der Technischen Universität Dresden und 2007/08 eine Professur an der Friedrich-Schiller-Universität Jena. 2009 habilitierte er sich in Psychologie an der Philosophischen Fakultät der Martin-Luther-Universität Halle-Wittenberg mit der durch Bernd Six begleiteten Arbeit Sozialpsychologie der Akkulturation. Neufassung eines Forschungsbereiches. Die Gutachten übernahmen Margarete Boos, Claudia Dalbert und Lars-Eric Petersen.
Nachdem er 2008 eine W3-Professur für Sozialisation und Konfliktforschung an der Fakultät für Erziehungswissenschaft der Universität Bielefeld erhalten hatte, wurde er 2013 Direktor des dortigen Instituts für Interdisziplinäre Konflikt‐ und Gewaltforschung (IKG). Zick forscht intensiv zu Diskriminierung, Gewalt, Menschenfeindlichkeit und Vorurteilen. Er war in diesem Bereich für zahlreiche Projekte u. a. des Ministeriums für Arbeit, Integration und Soziales des Landes Nordrhein-Westfalen, der Fachhochschule Köln, des Bundesministeriums für Bildung und Forschung und der Amadeu Antonio Stiftung verantwortlich. 2016 erhielt Zick den Communicator-Preis der Deutschen Forschungsgemeinschaft.
Gemeinsam mit Ulrich Wagner leitet Andreas Zick das Graduiertenkolleg Gruppenbezogene Menschenfeindlichkeit. Er war Stiftungsrat der Amadeu Antonio Stiftung (Vorsitzender) und der Freudenberg Stiftung und ist wissenschaftlicher Beirat für „Konflikte und Gewalt im Fußball“ des Ligaverbandes, Kuratoriumsmitglied der Civis Medienstiftung und Mitglied des fünfköpfigen Vorstands des Rates für Migration. Darüber hinaus gehört(e) er den Expertenräten der Stiftung Deutsches Forum für Kriminalprävention und des „Dialogs über Deutschland“ (Bundeskanzleramt) an. In den Jahren 2019 und 2020 ist Andreas Zick Mitglied der Fachkommission der Bundesregierung zu den Rahmenbedingungen der Integrationsfähigkeit.
Zick ist ferner Mitglied der Editorial Boards u. a. der Zeitschrift für Sozialpsychologie, des Journals Terrorism Research, des Journals Drustvena istrazivanja, des Journal for the Study of Antisemitism und des International Journal of Conflict and Violence. Er ist Reihenherausgeber von „Jugend und Gewalt“ im Juventa Verlag und von „Politische Psychologie/Political Psychology“ im VS Verlag.
Er ist Autor von Büchern (in Kooperation mit der Friedrich-Ebert-Stiftung), steuerte Beiträge zur Studie „Deutsche Zustände“ von Wilhelm Heitmeyer bei und veröffentlichte u. a. in Journal of Social Issues und Journal of Personality and Social Psychology.

## Schriften (Auswahl)
- Vorurteile und Rassismus. Eine sozialpsychologische Analyse (= Texte zur Sozialpsychologie. Band 1). Waxmann Verlag, Münster u. a. 1997, ISBN 3-89325-489-7.
- Psychologie der Akkulturation. Neufassung eines Forschungsbereiches. VS Verlag für Sozialwissenschaften, Wiesbaden 2010, ISBN 978-3-531-16828-9.
- mit Beate Küpper, Andreas Hövermann: Die Abwertung der Anderen. Eine europäische Zustandsbeschreibung zu Intoleranz, Vorurteilen und Diskriminierung. Eine Analyse. Im Auftrag der Friedrich-Ebert-Stiftung, Friedrich-Ebert-Stiftung, Forum Berlin, Berlin 2011, ISBN 978-3-86872-641-1.
- mit Anna Klein: Fragile Mitte – feindselige Zustände. Rechtsextreme Einstellungen in Deutschland 2014. Hrsg. von der Friedrich-Ebert-Stiftung, Dietz-Verlag, Bonn 2014, ISBN 978-3-8012-0458-7.
- mit Beate Küpper: Wut, Verachtung, Abwertung. Rechtspopulismus in Deutschland. Hrsg. für die Friedrich-Ebert-Stiftung von Ralf Melzer und Dietmar Molthagen, Dietz, Bonn 2015, ISBN 978-3-8012-0478-5.